# Zsigmond Czakó
Zsigmond Czakó, född 20 juni 1820 i Dés, död 14 december 1847 i Pest, var en ungersk dramatiker. 
Czáko studerade juridik vid universiteten i Kolozsvár och Wien, men övergick till teatern samt blev skådespelare och dramatiker. Han skrev en rad kraftigt verkande, lidelsefulla dramer. Ett sjukligt lynne, vartill kom en olycklig kärlek och dåliga affärer, drev honom till självmord. József Ferenczy utgav 1883 hans samlade arbeten i två band.